# SA-211
La SA-211 es una carretera de titularidad autonómica de la Junta de Castilla y León (España) que discurre por la provincia de Salamanca y une la carretera N-620 con la localidad de Vecinos en la provincia de Salamanca.
Además, también pasa por las localidades de Robliza de Cojos y Matilla de los Caños del Río.
Pertenece a la Red Complementaria Local de la Junta de Castilla y León.

## Recorrido
La carretera SA-211 tiene su origen en el término municipal de Robliza de Cojos en la intersección con las carreteras N-620 y DSA-415, y termina en la intersección con las carreteras CL-512, SA-205, y DSA-220 en el casco urbano de Vecinos formando parte de la Red de carreteras de Salamanca.
| Robliza de Cojos (Intersección con /) - Vecinos (Intersección con /) | Robliza de Cojos (Intersección con /) - Vecinos (Intersección con /) | Robliza de Cojos (Intersección con /) - Vecinos (Intersección con /) | Robliza de Cojos (Intersección con /) - Vecinos (Intersección con /) | Robliza de Cojos (Intersección con /) - Vecinos (Intersección con /) | Robliza de Cojos (Intersección con /) - Vecinos (Intersección con /) | Robliza de Cojos (Intersección con /) - Vecinos (Intersección con /) | Robliza de Cojos (Intersección con /) - Vecinos (Intersección con /) | Robliza de Cojos (Intersección con /) - Vecinos (Intersección con /) | Robliza de Cojos (Intersección con /) - Vecinos (Intersección con /) | Robliza de Cojos (Intersección con /) - Vecinos (Intersección con /) |
| Esquema                                                              | PK                                                                   | Sentido Tamames                                                      | Sentido Tamames                                                      | Sentido Tamames                                                      | Sentido Tamames                                                      | Sentido Guijuelo                                                     | Sentido Guijuelo                                                     | Sentido Guijuelo                                                     | Sentido Guijuelo                                                     | Incidencias                                                          |
| Esquema                                                              | PK                                                                   | Velocidad                                                            | Elemento                                                             | Salida                                                               | Salida                                                               | Salida                                                               | Salida                                                               | Elemento                                                             | Velocidad                                                            | Incidencias                                                          |
| Esquema                                                              | PK                                                                   | Velocidad                                                            | Elemento                                                             | Dir.                                                                 | Nombre                                                               | Nombre                                                               | Dir.                                                                 | Elemento                                                             | Velocidad                                                            | Incidencias                                                          |
| -------------------------------------------------------------------- | -------------------------------------------------------------------- | -------------------------------------------------------------------- | -------------------------------------------------------------------- | -------------------------------------------------------------------- | -------------------------------------------------------------------- | -------------------------------------------------------------------- | -------------------------------------------------------------------- | -------------------------------------------------------------------- | -------------------------------------------------------------------- | -------------------------------------------------------------------- |
|                                                                      | 0,0                                                                  |                                                                      |                                                                      | Quejigal                                                             | Quejigal                                                             | Quejigal                                                             |                                                                      |                                                                      |                                                                      |                                                                      |
| Villarmayor                                                          | 0,0                                                                  |                                                                      |                                                                      |                                                                      |                                                                      |                                                                      |                                                                      |                                                                      |                                                                      |                                                                      |
| Aldehuela de la Bóveda                                               | 0,0                                                                  |                                                                      |                                                                      |                                                                      |                                                                      |                                                                      |                                                                      |                                                                      |                                                                      |                                                                      |
|                                                                      | 0,1                                                                  |                                                                      |                                                                      |                                                                      | Ciudad Rodrigo Portugal                                              | Ciudad Rodrigo Portugal                                              |                                                                      |                                                                      |                                                                      |                                                                      |
|                                                                      | 0,1                                                                  | Robliza de Cojos Salamanca                                           |                                                                      |                                                                      |                                                                      |                                                                      |                                                                      |                                                                      |                                                                      |                                                                      |
|                                                                      | 0,1                                                                  | Quejigal Aldehuela de la Boveda Villarmayor                          |                                                                      |                                                                      |                                                                      |                                                                      |                                                                      |                                                                      |                                                                      |                                                                      |
|                                                                      | 0,3                                                                  |                                                                      |                                                                      |                                                                      | Robliza de Cojos                                                     | Robliza de Cojos                                                     |                                                                      |                                                                      |                                                                      |                                                                      |
|                                                                      | 0,3                                                                  | Salamanca                                                            |                                                                      |                                                                      |                                                                      |                                                                      |                                                                      |                                                                      |                                                                      |                                                                      |
|                                                                      | 0,3                                                                  | Ciudad Rodrigo Quejigal Aldehuela de la Bóveda Villarmayor           |                                                                      |                                                                      |                                                                      |                                                                      |                                                                      |                                                                      |                                                                      |                                                                      |
|                                                                      | 1,3                                                                  |                                                                      |                                                                      | Robliza de Cojos                                                     | Robliza de Cojos                                                     | Robliza de Cojos                                                     | Robliza de Cojos                                                     |                                                                      |                                                                      |                                                                      |
|                                                                      | 6,2                                                                  |                                                                      |                                                                      | Canillas de Torneros                                                 | Canillas de Torneros                                                 | Canillas de Torneros                                                 | Canillas de Torneros                                                 |                                                                      |                                                                      |                                                                      |
|                                                                      | 6,4                                                                  |                                                                      |                                                                      | MATILLA DE LOS CAÑOS DEL RÍO                                         | MATILLA DE LOS CAÑOS DEL RÍO                                         | MATILLA DE LOS CAÑOS DEL RÍO                                         | MATILLA DE LOS CAÑOS DEL RÍO                                         |                                                                      |                                                                      |                                                                      |
|                                                                      | 6,8                                                                  |                                                                      |                                                                      | Salamanca                                                            | Salamanca                                                            | Salamanca                                                            | Salamanca                                                            |                                                                      |                                                                      |                                                                      |
|                                                                      | 6,9                                                                  |                                                                      |                                                                      | Villalba de los Llanos                                               | Villalba de los Llanos                                               | Villalba de los Llanos                                               | Villalba de los Llanos                                               |                                                                      |                                                                      |                                                                      |
|                                                                      | 7,0                                                                  |                                                                      |                                                                      | MATILLA DE LOS CAÑOS DEL RÍO                                         | MATILLA DE LOS CAÑOS DEL RÍO                                         | MATILLA DE LOS CAÑOS DEL RÍO                                         | MATILLA DE LOS CAÑOS DEL RÍO                                         |                                                                      |                                                                      |                                                                      |
|                                                                      | 10,7                                                                 |                                                                      |                                                                      | Corbacera                                                            | Corbacera                                                            | Corbacera                                                            | Corbacera                                                            |                                                                      |                                                                      |                                                                      |
|                                                                      | 14,6                                                                 |                                                                      |                                                                      | VECINOS                                                              | VECINOS                                                              | VECINOS                                                              | VECINOS                                                              |                                                                      |                                                                      |                                                                      |
|                                                                      | 14,930                                                               |                                                                      |                                                                      |                                                                      | Linares de Riofrío Santibáñez de la Sierra Tamames                   | Linares de Riofrío Santibáñez de la Sierra Tamames                   | Linares de Riofrío Santibáñez de la Sierra Tamames                   |                                                                      |                                                                      |                                                                      |
|                                                                      | 14,930                                                               | Endrinal Las Veguillas                                               |                                                                      |                                                                      |                                                                      |                                                                      |                                                                      |                                                                      |                                                                      |                                                                      |
|                                                                      | 14,930                                                               | Salamanca Aldeatejada                                                |                                                                      |                                                                      |                                                                      |                                                                      |                                                                      |                                                                      |                                                                      |                                                                      |